# Valdeluz (Guadalajara)
Valdeluz es una localidad española perteneciente al término municipal guadalajareño de Yebes, en Castilla-La Mancha. Tiene su origen en un Programa de Actuación Urbanística (PAU) en los terrenos que circundan el Sanatorio de Alcohete. Se sitúa a 7 km de Guadalajara junto a la N-320 y a la estación de Guadalajara-Yebes. 
La urbanización de la ciudad está estructurada en cuatro fases en las que se previó la construcción de unas 9500 viviendas en total, que podrían acoger a aproximadamente 30 000 habitantes. En julio de 2006 se procedió a la primera entrega de viviendas a los nuevos vecinos. A fecha de 2023 la urbanización acogía a 4.392 vecinos (ver gráfico).
El proyecto nació tras el anuncio de la situación de la estación de Guadalajara del AVE Madrid-Barcelona en esta zona del término municipal de Yebes. Se acusó a los promotores de la obra de un intento de "pelotazo" urbanístico al no situar la estación del AVE en el centro de la ciudad de Guadalajara. Asimismo, estuvo involucrada en la polémica la familia de Esperanza Aguirre, propietaria inicial de unas tierras de muy poco valor, pero que experimentaron en poco tiempo una alta plusvalía antes del estallido de la burbuja inmobiliaria en España.

## Historia

### Primeras actuaciones
El corredor noreste de la alta velocidad ferroviaria española comenzó a idearse en el Plan de Transporte Ferroviario (PTF) de 1987 y a fraguarse en el año 2000 con los primeros proyectos de construcción de la nueva Línea de Alta Velocidad (LAV) entre Madrid y la frontera francesa por Zaragoza y Barcelona. El nuevo plan contempló la construcción de varias estaciones intermedias entre las ciudades grandes, y entre las que se previeron entre Madrid y Zaragoza se encontraba una en Guadalajara. Finalmente, el proyecto definitivo publicado en 1998 estableció que el emplazamiento para esta sería en lo alto de un páramo, a 7 km al sur de la ciudad por la carretera N-320 en dirección Cuenca, en el límite municipal con unos terrenos circundantes al sanatorio de Alcohete que forman un exclave del municipio de Yebes. Los terrenos eran patrimonio de El Arverjal SL, sociedad de Teresa Micaela Valdés Ozores e hijos, tía y primos del marido de la entonces ministra de Educación Esperanza Aguirre, lo que causó sospechas de corrupción y especulación urbanística. Además, se tuvo la sospecha de que pudo haber intervenido el ministro de Aznar, Francisco Álvarez Cascos. 
La situación de la nueva estación, en unos terrenos yermos y llanos, además de los altos precios de la vivienda en Madrid, atrajo el interés de inversores inmobiliarios para crear una nueva ciudad residencial a 62 km de la capital y comunicada en 20 minutos a través del ferrocarril de alta velocidad. En 2001 los Ayuntamientos de Yebes y Guadalajara recalificaron 490 hectáreas de terrenos junto a la futura estación, que fueron aprobadas en 2002 por la Junta de Comunidades de Castilla-La Mancha. Y a partir de la inauguración de los tramos de LAV Madrid-Zaragoza-Lérida y Madrid-Zaragoza-Huesca en 2003, la empresa Reyal-Urbis presentó el primer proyecto de su urbanización, para el que previó una inversión superior a los 1.100 millones de euros.

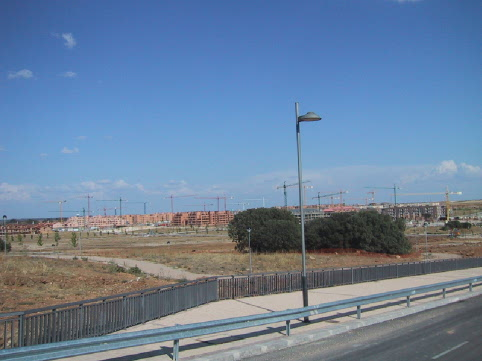
Primera fase en construcción de Ciudad Valdeluz.

En 2004 comenzó la construcción de las primeras promociones de viviendas y dos años después, en julio de 2006, con la entrega de las primeras viviendas, fue inaugurada Ciudad Valdeluz. En el Plan de Actuación Urbanística (PAU) se previó la construcción de unas 9.400 viviendas (8.500 por la propia Reyal-Urbis en el término de Yebes y otras 880 por Hercesa en el de Guadalajara) y un campo de golf de 18 hoyos inaugurado en 2007.

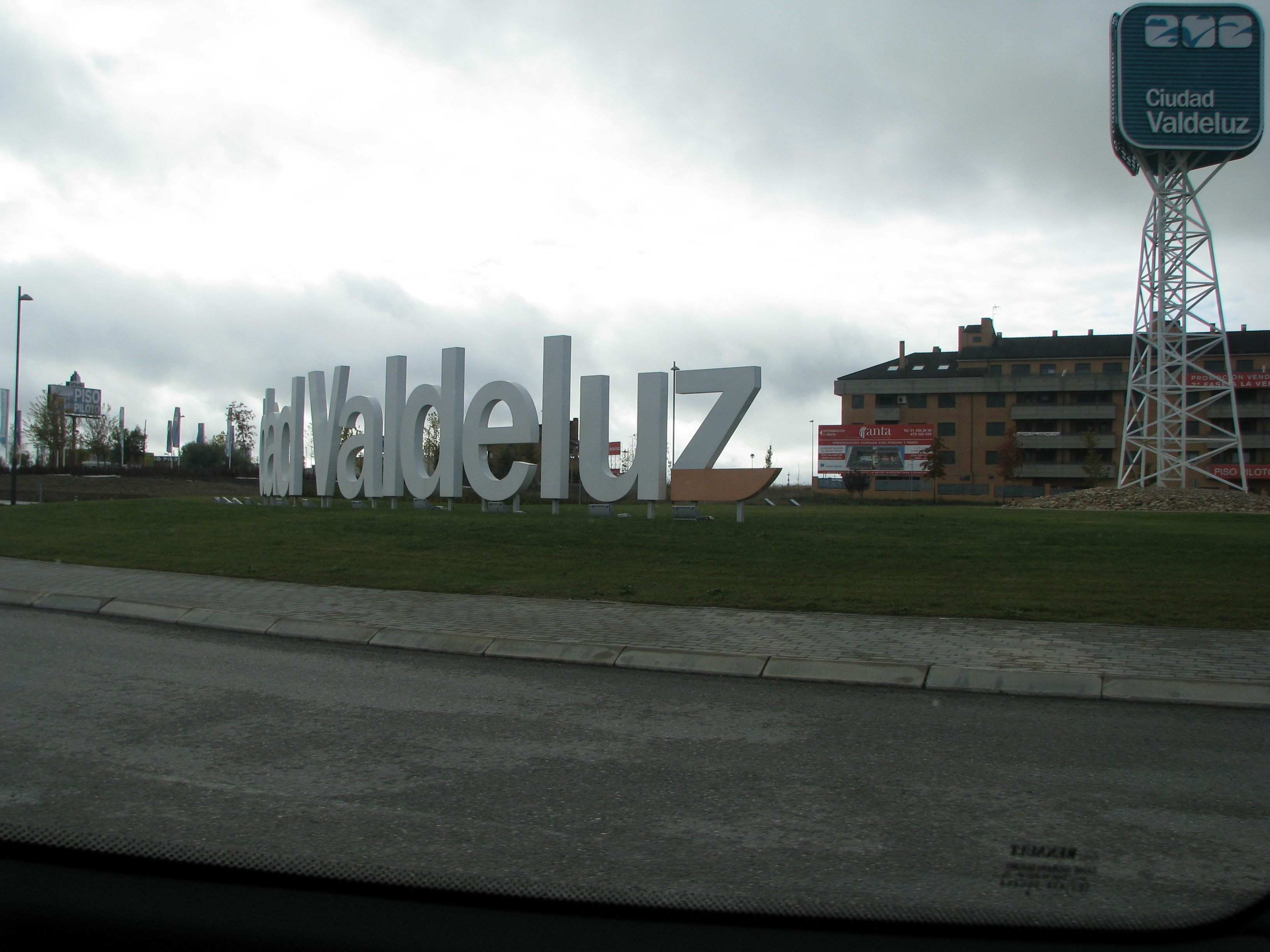
Rotonda de entrada a Valdeluz.

La posible trama de corrupción urbanística fue denunciada en varias ocasiones por José Joaquín Ormazábal Fernández, alcalde de Yebes por UPyD, especialmente en cuanto al colegio Luz de Yebes implicado en la Operación Púnica.

### Previsiones incumplidas y sin embargo un brillante futuro
Las previsiones iniciales estimaban que en 2010 en Ciudad Valdeluz se habrían vendido una buena parte de las promociones previstas y se habría creado un amplio tejido económico de servicios. Sin embargo, tras la crisis económica de 2008, que afectó especialmente al sector inmobiliario, la realidad es que en 2009 apenas se habían entregado 1.500 viviendas, muchas de las promociones han quedado paralizadas, las ya finalizadas están escasamente ocupadas y los carteles de venta y alquiler de viviendas se multiplican por balcones y muros. Igualmente, el esperado desarrollo económico tampoco ha llegado. En octubre de 2008 había unos pocos negocios y un supermercado abierto.
Todo esto se vio reflejado en el limitado crecimiento demográfico experimentado en Ciudad Valdeluz. El 1 de enero de 2007 apenas había empadronados 37 habitantes, 197 en 2008, 453 a principios de 2009 y 726 en 2010, muy lejos de las previsiones realizadas al comienzo de la construcción del PAU.
No obstante la situación ha ido cambiando y se ha producido un importante crecimiento en los últimos años. De los 729 habitantes de 2010 se ha pasado a 2.309 en 2015, a 3.562 en 2.020 y 4.392 en 2023. Y todo ello sin contar las personas que actualmente viven en Valdeluz pero que no están empadronados y que se estiman en más de 500.
La situación está cambiando radicalmente estos últimos años y de ser un proyecto con mala publicidad ha pasado a ser visto con mucho interés por parte de promotores y ciudadanos gracias a sus amplias avenidas, bajas alturas de los edificios, precios asequibles y miles de metros cuadrados de jardines y lagos que hay actualmente en Valdeluz. Ante la falta de terrenos para nueva construcción que hay en Guadalajara capital o Cabanillas entre otros, Valdeluz se va a convertir en la zona de construcción de nuevas promociones junto con Alovera y Azuqueca.
En los últimos meses y procedente de la liquidación de los bienes de Reyal Urbis se han vendido decenas de terrenos y ya algunos promotores han comenzado a comercializar sus proyectos de viviendas en altura y de unifamiliares.

## Demografía
| Gráfica de evolución demográfica de Ciudad Valdeluz entre 2006 y 2023 |
|                                                                       |
| Población residente según los censos de población del INE.            |

Datos a enero de 2023 según el INE

## Administración y servicios

### Administración
La zona actualmente edificada de Ciudad Valdeluz queda bajo la administración del Ayuntamiento de Yebes. Asimismo, Ciudad Valdeluz contó con la Asociación de Vecinos Valdeluz Alfa constituida por Internet que fue disuelta en 2008, creándose justo después la Asociación de Vecinos de Valdeluz-Yebes y años después, en 2021, la Asociación de Vecinos " Tu Valdeluz"

### Educación
En el curso 2008-2009 abrió el Colegio Luz de Yebes, privado y laico, que imparte clases desde infantil hasta bachillerato y cuyos alumnos proceden fundamentalmente de localidades cercanas, aunque existe un convenio de gratuidad para los empadronados en el municipio de Yebes.
Cerrado desde el final del curso 2011-2012, en octubre de 2014 se publicó en el Documento Oficial de Castilla-La Mancha, su definitiva baja como centro escolar.
En septiembre de 2017 reabre cómo CEIP número 1 de Yebes, consensuandose el cambio de nombre por el de la astrónoma Jocelyn Bell.
Actualmente el censo de alumnos para el curso 2024-25 es de aproximadamente 700 alumnos.
También hay instituto y  comenzó a funcionar en el curso 2022-23 e imparte enseñanazas de primero a cuarto de la ESO. El.número de alumnos en el IESO (Instituto de Educación Secundaria Obligatoria) de Yebes, también conocido como IESO Aries XXI, es de 273, según el Gobierno de Castilla-La Mancha. Estos estudiantes provienen de Valdeluz, Yebes, y otros municipios como Horche y Valdarachas. 

### Sanidad
Valdeluz cuenta con un consultorio, abierto en 2008, en un local de 125 metros cuadrados donde hay consulta diaria de medicina así como enfermería.

Está en proyecto el nuevo centro de salud del doble de capacidad (270 metros cuadrados) que contará incluso con urgencias y un quirófano de cirugía menor.

El Hospital General Universitario de Guadalajara está a siete kilómetros de la urbanización.

### Deporte
Ciudad Valdeluz cuenta con un campo de golf de dieciocho hoyos denominado Golf Valdeluz.
Se dispone de un centro deportivo denominado Centro Deportivo Municipal ‘Valdeluz’ que tiene una superficie que supera los 4000 m². Con un aforo para más de 400 espectadores, la pista central ha sido equipada con un suelo de PVC con un elevado nivel de absorción de impactos y caídas, dispone de gradas telescópicas y dos cortinajes que dividen este espacio en tres zonas para hacer compatibles la actividad deportiva al unísono.
En el exterior se ha construido un complejo anexo con dos pistas de pádel, otra de tenis y una multideporte, así como un aparcamiento con capacidad para casi 70 plazas con accesos directos a la instalación.
En la primera planta se distribuyen los gimnasios, la sala de ciclo indoor con 19 bicicletas, el aula de formación y la sala multifuncional. La sala de musculación está equipada con 18 máquinas anaeróbicas, así como 14 bancos y soportes. Unos metros más allá se ubica la sala de cardio, que está dotada con 16 aparatos. La oferta incluye clases colectivas de bailes de salón, pilates, zumba fitness, baile moderno, Tai Boxing, defensa personal, yoga, ballet y danza del vientre, además de las escuelas municipales de pádel, tenis, fútbol-sala, voleibol, baloncesto, balonmano y predeporte que pondrá en marcha el Ayuntamiento de Yebes. La empresa que gestiona el complejo deportivo garantiza que en todo momento habrá un monitor para asesorar y ayudar a los usuarios. 
En una segunda fase  se abordaró la construcción del campo de fútbol con césped artificial y un anillo perimetral con pistas de atletismo. En este 2025 se ha construido un nuevo campo de fútbol 7. 
Actualmente y a parte de las Escuelas Municipales existe un club de futbol (Edc Valdeluz), que cuenta con 16 equipos y casi 260 niños.

### Transporte

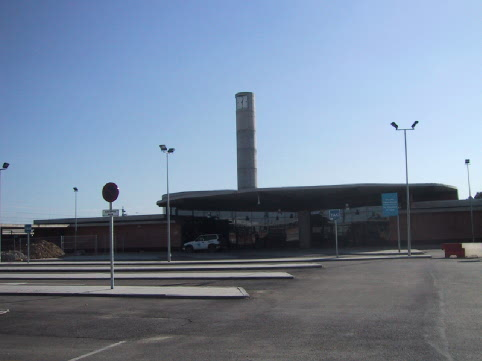
Estación AVE Guadalajara-Yebes

En Ciudad Valdeluz se encuentra la estación de AVE de Guadalajara-Yebes, que ofrece un servicio muy limitado de trenes AVE y Alvia que lo une con Madrid, Zaragoza y Barcelona.
Los transportes hoy por hoy son escasos. Los servicios de RENFE se limitan a cuatro trenes AVE y otros cuatro ALVIA con un precio mínimo medio de 18 €. En un principio, estaba planeado un servicio de lanzaderas AVANT entre Guadalajara-Yebes y Madrid. Sin embargo, a fecha de hoy aún no se encuentran operativas, siendo la única estación de estas características que carece de ella. 
En cuanto a los autobuses, dispone de trece frecuencias al día de la línea Guadalajara-Horche tienen parada en Ciudad Valdeluz. Son muchos los vecinos que consideran insuficientes este número de frecuencias y solicitan un refuerzo de las mismas especialmente a primera hora de la mañana cuando a los trabajadores se juntan los estudiantes de bachillerato que no cursan estudios en el municipio.